# Empodium
Empodium là một chi thực vật có hoa trong họ Hypoxidaceae.